# 夜蛾虫疠霉
夜蛾虫疠霉（学名：Pandora gammae）是属于虫霉目虫霉科虫瘴霉属的一种真菌，寄生在夜蛾等昆虫上。该种分布于中国、澳大利亚、美国、德国、波兰等地。